# Shoreview
Shoreview is een plaats (city) in de Amerikaanse staat Minnesota, en valt bestuurlijk gezien onder Ramsey County.

## Demografie
Bij de volkstelling in 2000 werd het aantal inwoners vastgesteld op 25.924.
In 2006 is het aantal inwoners door het United States Census Bureau geschat op 26.726, een stijging van 802 (3.1%).

## Geografie
Volgens het United States Census Bureau beslaat de plaats een oppervlakte van
33,0 km², waarvan 29,0 km² land en 4,0 km² water.

## Plaatsen in de nabije omgeving
De onderstaande figuur toont nabijgelegen plaatsen in een straal van 8 km rond Shoreview.